# Gerard van Drecht
Gerard van Drecht (1879-1963) was een Nederlands architect. Van Drecht was bij rijksbouwmeester J.A.W. Vrijman in dienst.
Hij ontwierp onder meer het gebouw voor de toenmalige Afdeling der Weg- en Waterbouwkunde van de TH Delft aan het Oostplantsoen, en het universiteitsgebouw 'Rode Scheikunde', later hoofdgebouw van de TU, aan de Julianalaan.

## Werken

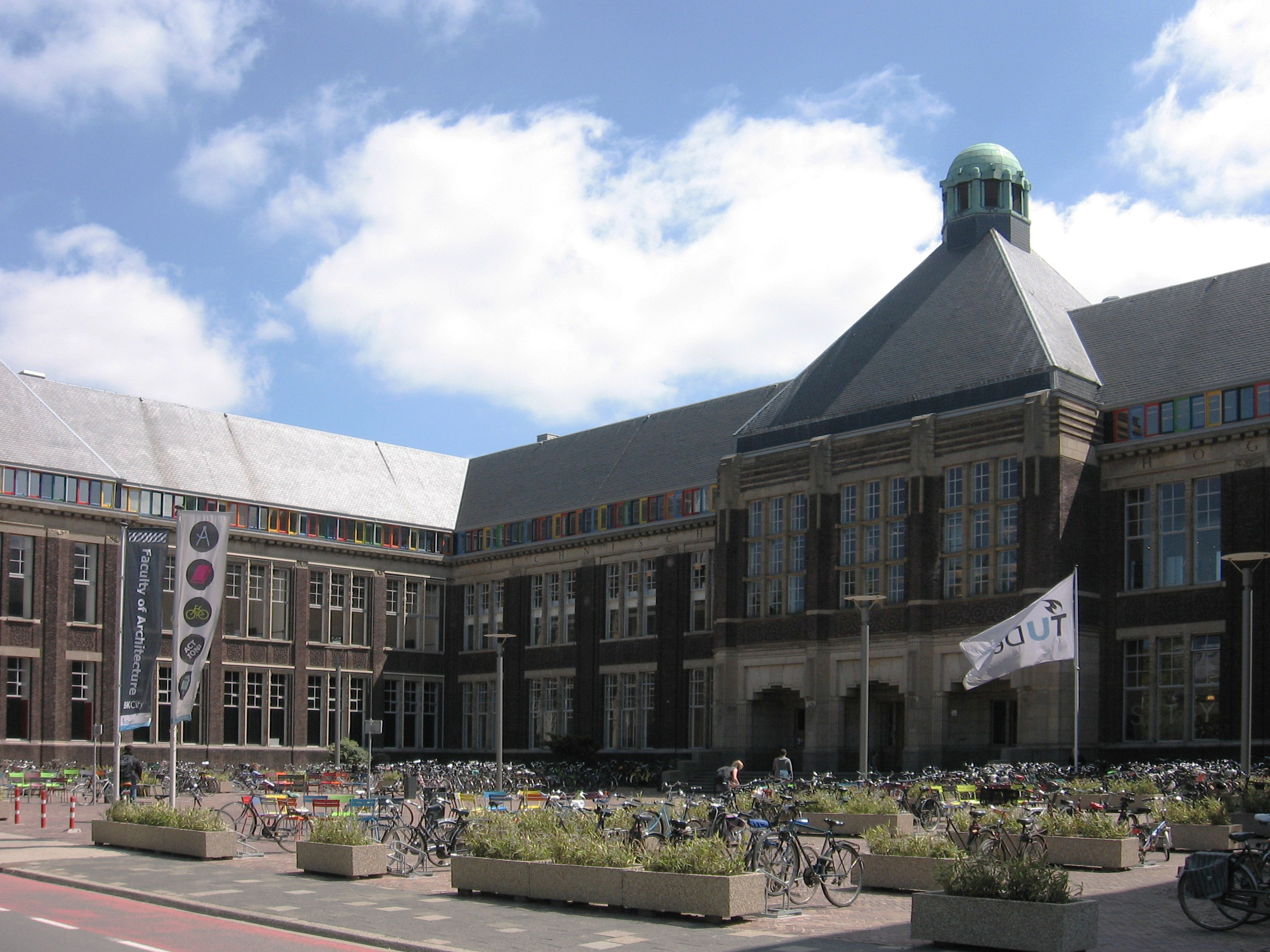
Voormalig hoofdgebouw van de TH Delft
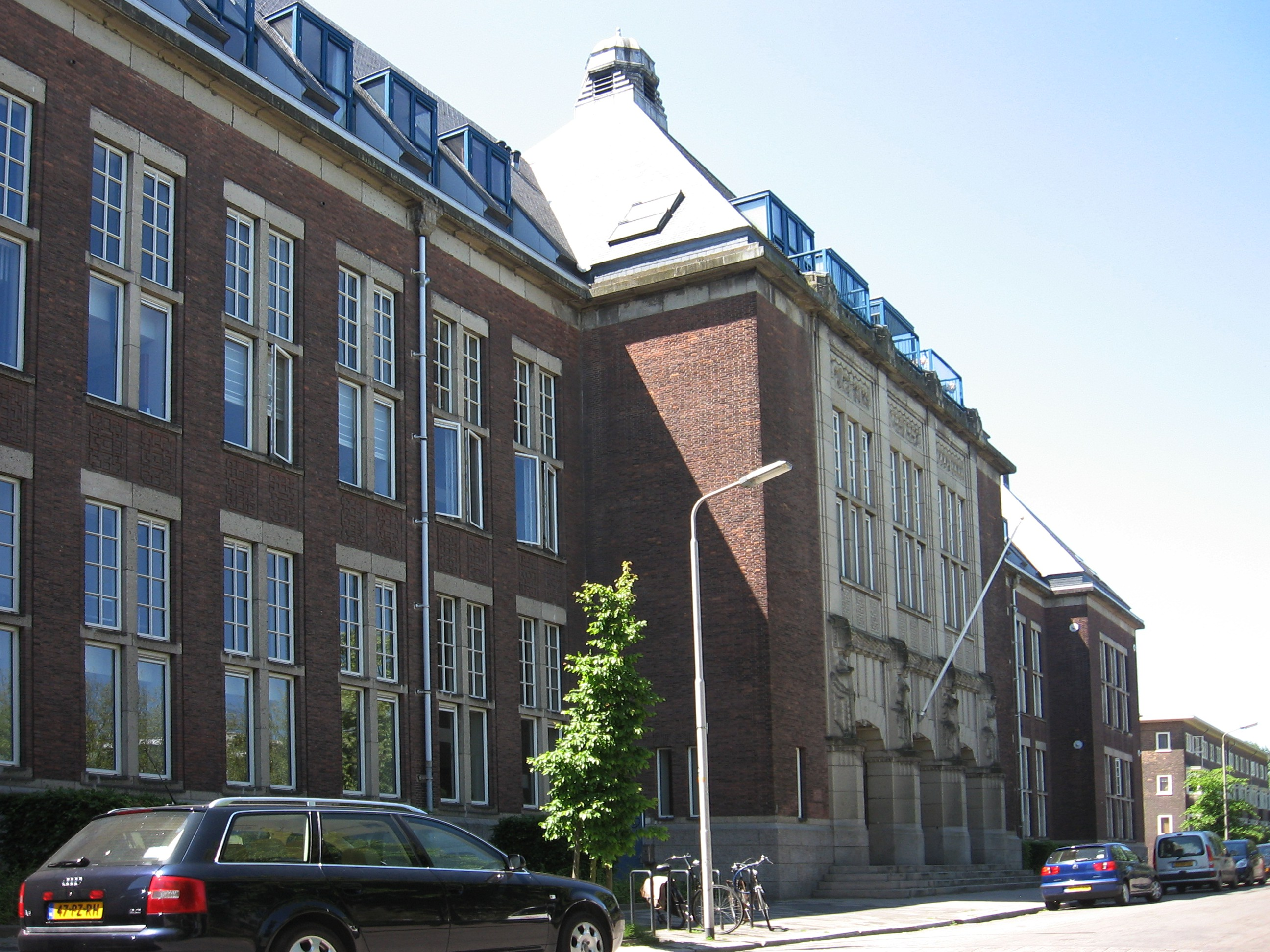
Voormalig universiteitsgebouw voor de afdeling Weg- en Waterbouw